# Mala Gana
Mala Gana är en ort i Mexiko.   Den ligger i kommunen Chontla och delstaten Veracruz, i den sydöstra delen av landet, 240 km nordost om huvudstaden Mexico City. Mala Gana ligger 120 meter över havet och antalet invånare är 153.
Terrängen runt Mala Gana är huvudsakligen platt. Mala Gana ligger uppe på en höjd. Runt Mala Gana är det ganska tätbefolkat, med 62 invånare per kvadratkilometer. Närmaste större samhälle är Tantoyuca, 19,8 km väster om Mala Gana. Trakten runt Mala Gana består till största delen av jordbruksmark.